# Inuline
Cet article possède un paronyme, voir Insuline.
Les inulines sont des polysaccharides (sucres simples de type fructose liés entre eux) produits naturellement par de nombreux types de plantes. Elles appartiennent à une classe de fibres alimentaires appelées fructanes.
L'inuline est utilisée par certaines plantes comme moyen de stockage de l'énergie, généralement dans les racines ou les rhizomes. La plupart des plantes synthétisant et stockant de l'inuline n'accumulent pas d'autres matériaux énergétiques tels que l'amidon.

## Origine
L'inuline tire son nom du genre botanique Inula auquel appartient la Grande Aunée (Inula helenium) qui en contient beaucoup. Elle est particulièrement abondante dans la racine de chicorée dont elle est extraite industriellement. On la trouve aussi dans d'autres végétaux appartenant à la famille des Asteraceae tels que l'artichaut ou le pissenlit, les topinambours, le Yacón, ou les bulbes de dahlias, la bardane, la grande Aunée et l'échinacée. En fin de saison, lors des premières gelées, l'inuline subit une hydrolyse, ce qui entraîne une baisse de sa concentration.

## Alimentation
À la différence de l'amidon, l'inuline n’est pas digestible par les enzymes de l'intestin humain (amylases) et est considérée comme une fibre alimentaire soluble. L'inuline atteint donc intacte le côlon, où elle est métabolisée par le microbiote intestinal avec libération de quantités importantes de dioxyde de carbone, d'hydrogène et/ou de méthane : elle est ainsi considérée comme un prébiotique, en ce sens qu'elle stimule le développement des bactéries du microbiote intestinal,. 
Comme la digestion ne transforme pas de manière significative l'inuline en monosaccharides, cette dernière n'élève pas la glycémie et présente une utilité dans la gestion du diabète. Dans l'Union européenne, deux allégations de santé ont été accordées par l'Autorité européenne de sécurité des aliments à l'inuline, l'une portant sur la réduction de la glycémie postprandiale et la seconde sur le maintien d'un transit intestinal normal.
Du fait que les aliments riches en inuline peuvent provoquer des flatulences, en particulier pour les non-habitués, ces aliments doivent être initialement consommés avec modération[réf. nécessaire]. Les personnes souffrant d'intolérance au fructose doivent également éviter la consommation d'aliments riches en inuline.

## Utilisations
L'inuline est utilisée dans l'industrie comme ingrédient dans différentes préparations agroalimentaires. Le degré de polymérisation varie et conditionne la fonctionnalité. Les polymères contenant moins de dix unités de fructose, nommés fructo-oligosaccharides (FOS), sont utilisés comme agents sucrants. Les polymères comprenant plus de dix unités de fructose n'ont pas de pouvoir sucrant mais sont utilisés pour améliorer la texture des aliments ou remplacer des matières grasses.
L'inuline peut être employée dans certains protocoles de recherche afin d'apprécier très précisément la fonction rénale chez l'humain ou l'animal. En effet, cette molécule est filtrée par le glomérule et n'est pas réabsorbée, permettant de calculer, après injection d'une dose déterminée, une clairance, indice du débit de filtration des glomérules. Ce test n'est pas employé en pratique courante pour des raisons de coûts, la clairance de la créatinine suffisant largement en termes de précision.
L'inuline peut être employée au même titre que la DTPA et EDTA pour mesurer le volume d'eau contenu dans le secteur extracellulaire car elle est suffisamment petite pour diffuser au travers des interstices de l'endothélium capillaire.

## Biochimie
Les inulines sont des polymères composés principalement d'une chaine de fructoses se terminant par une liaison (2→1) reliant un α-D-glucose à cette chaine. Les unités de fructose des inulines sont reliées par un lien glucosique β (2 → 1).
Les termes de fructo-oligosaccharides (FOS) et d’oligofructose sont utilisés pour des inulines de faible poids moléculaire.